# Старчики
Старчики — деревня в Знаменском районе Тамбовской области России. Входит в состав Сухотинского сельсовета.

## География
Деревня находится в центральной части региона, в лесостепной зоне, у автодороги Р033.

### Климат
Климат характеризуется как умеренно континентальный, относительно сухой, с тёплым летом и холодной продолжительной зимой. Среднегодовое количество осадков составляет около 550 мм, из которых большая часть выпадает в тёплый период. Снежный покров устанавливается в середине декабря и держится в течение 138 дней.

## История
До основания деревня эта была местность, заселённая однодворцами.
Впервые деревня упоминается на момент проведения ревизской сказки в 1816 году.
Деревня упоминается в ревизских сведениях 1834 года. В деревне тогда числилось 408 человек в 47 домах.

## Население
| 2010 |
| ---- |
| 135  |

По данным Всесоюзной переписи 1926 года деревня насчитывала 242 домохозяйства с населением 1166 жителей.

## Инфраструктура
Личное подсобное хозяйство, дачи. К деревне примыкает садоводческое товарищество «Дубки».

## Транспорт
Доступен автомобильным и железнодорожным транспортом. Доступен автомобильным и железнодорожным транспортом. Железнодорожная платформа 25 км.